# مقاطعة ليمان
ليمان (
نطق فرنسي: [lemɑ̃]

خريطة لجنوب الإمبراطورية الفرنسية، عام 1811. تقع ليمان في الشمال الغربي.

) كانت جزءاً من الإمبراطورية الفرنسية الأولى. اشتُّقَ اسمها من الاسم الفرنسي لـ بحيرة جنيف،Lac Léman.
تأسست ليمان عام 1798، عندما تم احتلال جمهورية جنيف من قبل الفرنسيين. تضم ليمان أيضاً، المناطق التي كانت في السابق جزءاً من مقاطعات مونت بلانك (شمال سافوي) وآين (في محيط جيكس).أراض ليمان اليوم تتوزع بين الإقليم السويسري من جنيف، وأجزاء من أراض تتبع لمقاطعاتآين وهاوت سافوي الفرنسية.
كانت عاصمة ليمان هي جنيف. قُسمت أراضيها إلى الـدوائر والمقاطعات التالية (1812):
- أقاليم جنيف: كاروج، شين ثونيكس، كولونج،فرانجي، جنيف (3 مقاطعات) جيكس، رينير وسانت جوليان.
- أقاليم بونفيل: بونفيل، شاموني، كلوز، ميجيف، لاروش، سالانش، سامونز، تانينجز، وفيوز ان سالاز.
- أقاليم ثونون: دوفيان، إفيان، سانت جان دابلوس، و ثونون.

عام 1812 بلغ عدد سكان ليمان 210,478 نسمة، وكانت مساحتها  280000 هكتار.
 بعد هزيمة نابليون نهائياً عام 1815، أصبحت جمهورية جنيف السابقة، مقاطعة سويسرية، وعادت مقاطعة سافوي إلى مملكة سردينيا. أما المنطقة المحيطة بـجيكس فعادت إلى مقاطعة آين.

## أُنظر أيضاً
- المناطق الإدارية في فرنسا سابقاً.
- مقاطعة ليمان